# Bernard Philippeaux
Pour les articles homonymes, voir Philippeaux.
Bernard Philippeaux est un peintre français né en 1946
Il vit et travaille aux Sables-d’Olonne (Vendée).

## Biographie
Ancien musicien de rock, artiste tardif et autodidacte, Bernard Philippeaux entame sa carrière de peintre du côté de l'abstraction, avant de revenir vers 1995 à ses aspirations narratives. Sa figuration simple, familière, plus ou moins surannée, pioche dans la civilisation de la publicité, de l'affiche, des signes tangibles, des objets du quotidien et des emblèmes de la société de consommation.

## Expositions  personnelles
2010
La Villa Tamaris La Seyne-sur-Mer
2009  
Galerie 21 Tours 
Galerie Numéro six Aix-en-Provence
2008
Château d’Ardelay Les Herbiers
2007
Meccano Hybride Galerie 96e parallèle  Les Sables-d’Olonne
2006
Peinture placebo Musée de la Roche-sur-Yon Vendée
2005
Galerie Salvador Paris
2004
Jardin de Verre Cholet (Maine-et-Loire) Association d'Art contemporain Hors champs
Mortagne-sur-Sèvre (Vendée)
Galerie « La tête d'obsidienne »
La Seyne-sur-Mer (Var)
Exposition personnelle au Château d'Ardelay
Les Herbiers - Vendée
2002
Perce Oreilles Production "Maison Billaud" - DRAC - Fontenay-le Comte (Vendée)
Galerie Art-Café Saint-Jean-de-Mont (Vendée)
École supérieure des beaux-arts Angers
Art Café, Galerie Christophe Camus - Saint-Jean-de-Monts - Vendée